# Jaguar Racing
Jaguar Racing var ett formel 1-stall från Storbritannien som bildades 1999 när Ford köpte upp Stewart-stallet. Stallet anknöts till bilmärket Jaguar som ingick i Fordkoncernen, och fick därför namnet Jaguar Racing. 
Som bäst lyckades Eddie Irvine ta två tredjeplatser åt stallet, Monacos Grand Prix 2001 och Italiens Grand Prix 2002.
På grund av uteblivna framgångar på racingbanorna och finansiella svårigheter hos Ford, såldes stallet i november 2004 till Red Bull och blev Red Bull Racing.

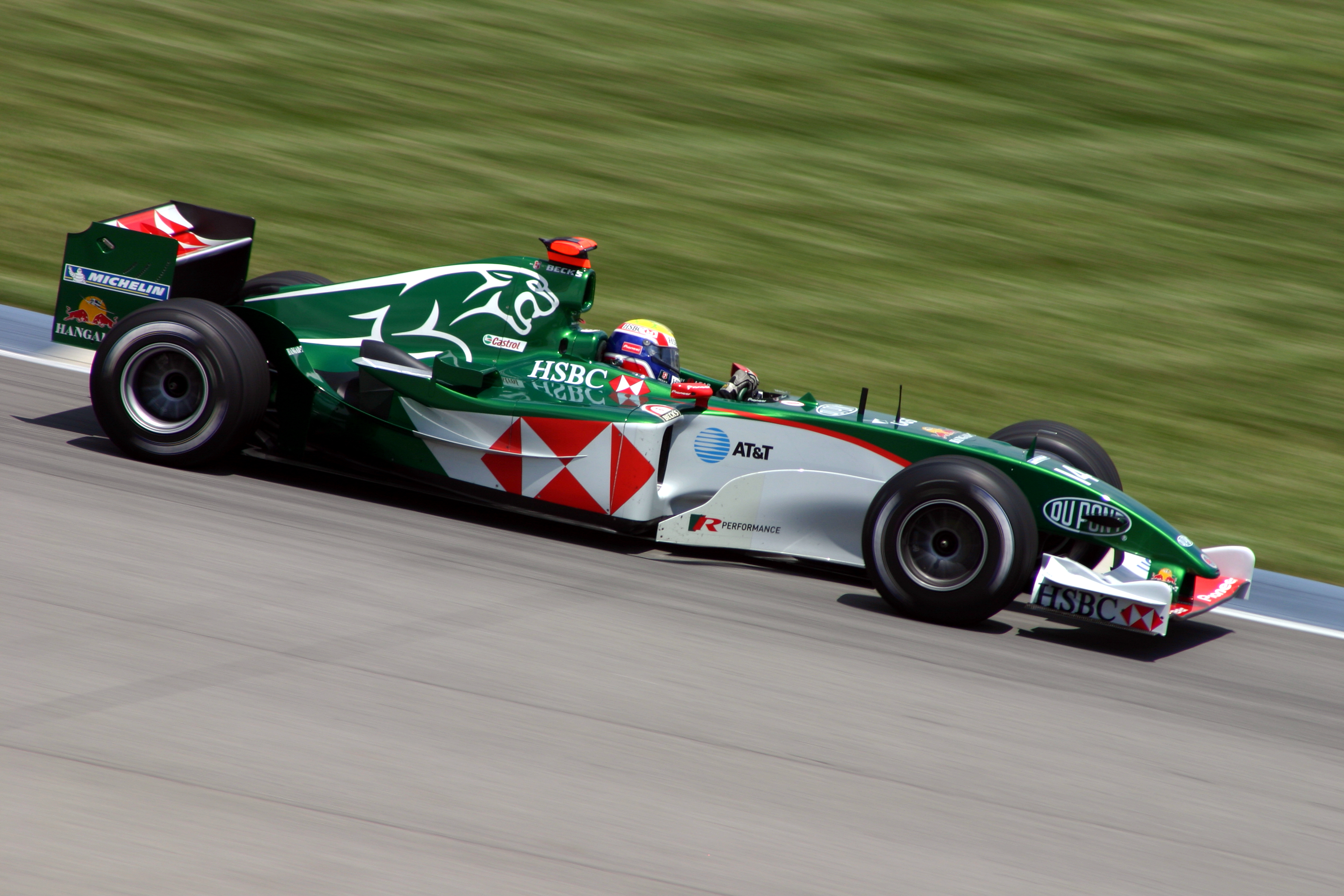
Mark Webber i en Jaguar R5 i.

## F1-säsonger
| Säsong | Tävlingsnamn  | Bil                  | Motor                 | Däck | Poäng | VM-plac. | Förare 1                   | Förare 2                       |
| ------ | ------------- | -------------------- | --------------------- | ---- | ----- | -------- | -------------------------- | ------------------------------ |
| 2000   | Jaguar Racing | Jaguar R1            | Cosworth 3.0 V10      | B    | 4     | 9:a      | Eddie Irvine Luciano Burti | Johnny Herbert                 |
| 2001   | Jaguar Racing | Jaguar R2            | Cosworth 3.0 V10      | M    | 9     | 8:a      | Eddie Irvine               | Luciano Burti Pedro de la Rosa |
| 2002   | Jaguar Racing | Jaguar R3 Jaguar R3B | Cosworth 3.0 V10      | M    | 8     | 7:a      | Eddie Irvine               | Pedro de la Rosa               |
| 2003   | Jaguar Racing | Jaguar R4            | Cosworth CR-5         | M    | 18    | 7:a      | Mark Webber                | Antônio Pizzonia Justin Wilson |
| 2004   | Jaguar Racing | Jaguar R5            | Cosworth CR-6 3.0 V10 | M    | 10    | 7:a      | Mark Webber                | Christian Klien                |